# Joseph Bloomfield

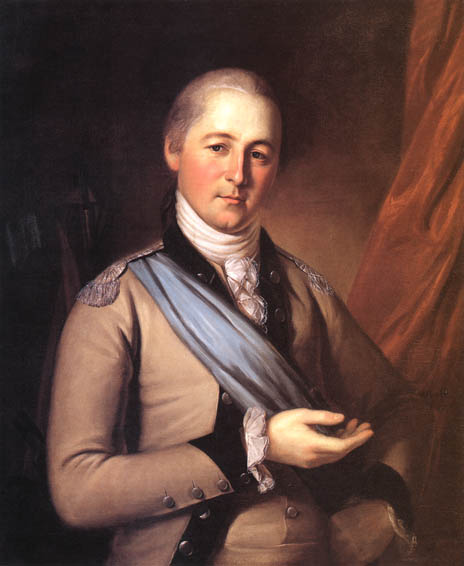
Joseph Bloomfield

Joseph Bloomfield, född 18 oktober 1753, död 3 oktober 1823 var en amerikansk militär och politiker, guvernör i New Jersey och general i USA:s armé.

## Tidigt liv
Joseph Bloomfield föddes i Woodbridge, New Jersey, som barn till läkaren Moses Bloomfield och Sarah Ogden. Moses Bloomfield var kirurg och abolitionist.
Bloomfield gick i kyrkoherde Enoch Greens skola i Deerfield Township, New Jersey, där Enoch Green var pastor i den lokala presbyterianska kyrkan. Sedan studerade Bloomfield juridik, antogs till advokatsamfundet 1775 och började arbeta som advokat i Bridgeton, New Jersey. Han gick med i kontinentalarmén som kapten i 3:e New Jersey-regementet den 9 februari 1776. Han befordrades till major den 28 november samma år och blev jurist för den norra armén. Han skadades vid slaget vid Brandywine i september 1777. Han tog avsked från kontinentalarmén den 28 oktober 1778, sedan han utsetts till tjänsteman vid New Jerseys parlament.
År 1794 ledde Bloomfield federala trupper och trupper från New Jersey för att slå ned whiskeyupproret, ett folkligt uppror bland bosättare i Appalacherna som motsatte sig en ny skatt på sprit och destillerade drycker, nära Pittsburgh, Pennsylvania.
I början av 1812 års krig utnämndes Bloomfield till brigadgeneral i USA:s armé den 13 mars 1812. Han tjänstgjorde till den 15 juni 1815 längs gränsen mot Kanada.

## Civil karriär
Bloomfield var advokat i Burlington, New Jersey, och registrator vid amiralitetsrätten från 1779 till 1783. Han var justitieminister i New Jersey från 1783 till 1792 och var förvaltare vid Princeton College från 1793 till sin död.

## Guvernör
Joseph Bloomfield valdes till guvernör i New Jersey för Demokratisk-republikanska partiet efter federalisten Richard Howell. Han tjänstgjorde som guvernör i två omgångar, från den 31 oktober 1801 till den 15 november 1802 och från den 29 oktober 1803 till den 29 oktober 1812. Mellan hans två perioder som guvernör var John Lambert tillförordnad guvernör. Bloomfield efterträddes 1812 av federalisten Aaron Ogden.

## USA:s representanthus
Bloomfield valdes som demokrat-republikan till USA:s representanthus hösten 1816 och blev omvald 1818. Han tjänstgjorde från den 4 mars 1817 till den 3 mars 1821 som representant för New Jerseys tredje kongressdistrikt. Han ställde upp till omval 1820, men vann inte.

## Familj
Bloomfield gifte sig med Mary McIlvaine (1752–1818), dotter till William McIlvaine (1722–1770), en läkare från Burlington, New Jersey. Hennes bror, överste Joseph McIlvaine (1749–1787), var far till Joseph McIlvaine (1769–1826), amerikansk senator från New Jersey. De fick inte några barn.
Sedan hans första hustru gått bort, gifte sig Bloomfield med Isabella Ramsey (1779–1871), dotter till John Ramsey.
Joseph Bloomfield avled i Burlington i New Jersey den 3 oktober 1823. Han begravdes på Saint Mary's Episcopal Churchyard i Burlington.
År 1796 fick den kyrka som dittills varit känd som Old First Church nytt namn som Presbyterian Society of Bloomfield för att hedra Joseph Bloomfield. När staden Bloomfield grundades fick den namn efter kyrkan.